# Technical Physics
Technical Physics is een internationaal, aan collegiale toetsing onderworpen wetenschappelijk tijdschrift op het gebied van de technische natuurkunde. De naam wordt in literatuurverwijzingen meestal afgekort tot Tech. Phys.
Het tijdschrift publiceert vertalingen van artikelen die in het Russisch-talige tijdschrift Zhurnal Tekhnicheskoi Fiziki verschenen zijn. Het wordt uitgegeven door MAIK Nauka/Interperiodica in samenwerking met het American Institute of Physics. De verspreiding wordt verzorgd door Springer Science+Business Media. Het tijdschrift verschijnt maandelijks. Het eerste nummer verscheen in 1997.